# Kolvhalning
Kolvhalning eller kannhalning, är ett arbetsmoment vid underhållet av maskiner till sjöss, som innebär att man drar ut motorns kolvar för inspektion och rengöring. Vid återmonteringen byter man i förekommande fall ut förbrukade slitdelar såsom vevlager, kolvringar och packningar.